# Walid Hamidi
Walid Hamidi (sinh ngày 16 tháng 10 năm 1996 ở Oran) là một cầu thủ bóng đá người Algérie thi đấu cho MC Oran ở Giải bóng đá hạng nhất quốc gia Algérie.
Ngày 16 tháng 5 năm 2017, Hamidi có màn ra mắt cho MC Oran khi vào sân ở hiệp hai từ ghế dự bị trước USM Alger.